# Plopu-Amărăști
Plopu-Amărăști – wieś w Rumunii, w okręgu Dolj, w gminie Fărcaș. W 2011 roku liczyła 113 mieszkańców.